# Glossogobius kokius
Glossogobius kokius är en fiskart som först beskrevs av Valenciennes, 1837.  Glossogobius kokius ingår i släktet Glossogobius och familjen smörbultsfiskar. Inga underarter finns listade i Catalogue of Life.